# Asociación Internacional de Parques Científicos y Áreas de Innovación
La Asociación Internacional de Parques Científicos y Áreas de Innovación, conocido por sus siglas en inglés IASP (International Association of Science Parks and Areas of Innovation) es una asociación sin ánimo de lucro fundada en 1984, que desde 1996 tiene su sede mundial en el Parque Tecnológico de Andalucía, en Málaga (España) y una oficina regional en Pekín (China). La IASP es una asociación internacional que reúne a parques científicos y tecnológicos, incubadoras de empresas de base tecnológica e innovadora, otras áreas de innovación, así como instituciones y profesionales con interés en las áreas de desarrollo económico, transferencia de tecnología y políticas de innovación (universidades y centros de investigación, agencias de desarrollo regional, consultores, brokers de tecnología, expertos, etc.).
La IASP tiene Estatus Consultivo Especial ante el Consejo Económico y Social de las Naciones Unidas.
En diciembre de 2021 contaba con más de 115.000 empresas en 350 parques científicos y tecnológicos de 75 países de todo el mundo.